# Hans Reiser
Hans Thomas Reiser (født 19. december 1963) er en tidligere amerikansk entreprenør, ejeren af firmaet Namesys, hovedudvikler af ReiserFS og Reiser4-filsystemerne. Han blev 28. april 2008 dømt for drabet på sin kone Nina Reiser, som havde været savnet siden september 2006. 29. august 2008 indrømmede han drabet og fortalte myndighederne, hvor han havde begravet konens krop mod at få en reduktion i straffen.